# Chaudhripalpus creelae
Chaudhripalpus creelae är en spindeldjursart som först beskrevs av Smiley, Frost och Uri Gerson 1996.  Chaudhripalpus creelae ingår i släktet Chaudhripalpus och familjen Tenuipalpidae. Inga underarter finns listade i Catalogue of Life.